# Beryl Gilroy
Beryl Agatha Gilroy, còn có tên là Answick, sinh ngày 30 tháng 8 năm 1924 và mất vào ngày 4 tháng 4 năm 2001, là một giáo viên và tiểu thuyết gia tiên phong người Anh, và "một trong những người di cư Caribbean sau chiến tranh quan trọng nhất của Anh", một phần của cái gọi là " Thế hệ Windrush ". Sinh ra ở nơi mà lúc đó là Guiana của Anh (một quốc gia Nam Mỹ), cô chuyển đến Vương quốc Anh vào những năm 1950, nơi cô trở thành hiệu trưởng đầu tiên da đen ở London. Bà là mẹ của học thuật Paul Gilroy.

## Thời niên thiếu
Beryl Gilroy sinh ra ở Skeldon, Berbice, Guyana (một quốc gia Nam Mỹ, chịu ảnh hưởng bởi Anh). Cô lớn lên trong một gia đình lớn, mở rộng, phần lớn chịu ảnh hưởng của bà ngoại, Sally Louisa James (1868 -1967), một nhà thảo dược học, người quản lý gia đình nhỏ, là một người đọc sắc sảo và truyền đạt những câu chuyện về Beryl trẻ trong tác phẩm "Bong bóng dài", Cabresses và Long Lady được bí như một kho tàng tục ngữ Guyan thông tục.
Gilroy đã không đi học toàn thời gian cho đến khi cô 12 tuổi. Từ năm 1943 đến năm 1945, cô theo học trường cao đẳng sư phạm ở Georgetown, lấy bằng tốt nghiệp hạng nhất. Sau đó, cô đến giảng dạy và giảng dạy về một chương trình dinh dưỡng của UNICEF. Năm 1951, ở tuổi 27, cô được chọn theo học trường đại học ở Vương quốc Anh. Từ năm 1951 đến 1953, cô theo học Đại học London, theo đuổi Chứng chỉ Phát triển Trẻ em tại đây.

## Dạy nghề
Mặc dù Gilroy là một giáo viên có trình độ, do vấn đề phân biệt chủng tộc đã cản trở cô nhận được một bài đăng trong một khoảng thời gian, và cô ấy phải làm việc như một người giặt giũ, một nhân viên nhà máy và người giúp việc. Cuối cùng được tuyển dụng bởi Cơ quan Giáo dục Nội địa ở London, cô đã giảng dạy trong một vài năm, nhà khoa học sau đó kết hôn với Patrick Gilroy (d. 1985), và dành 12 năm tiếp theo ở nhà để nuôi dưỡng và giáo dục con cái của họ, gồm Darla và Paul, tiếp tục giáo dục con đường học đại học của riêng mình, xem xét và đọc (bản in) cho một nhà xuất bản. Năm 1968, cô trở lại giảng dạy và cuối cùng trở thành Hiệu trưởng đầu tiên của người da đen ở London, tại trường Beckford ở West Hampstead. Kinh nghiệm của cô về những năm tháng đó được kể trong tác phẩm Black teacher (1976).
Sau đó, cô làm chuyên viên nghiên cứu đa văn hóa tại Viện Giáo dục, thuộc Đại học London, và phát triển bộ môn thực hành tiên phong trong tâm lý trị liệu, làm việc chủ yếu với phụ nữ và trẻ em da đen. Cô là người đồng sáng lập vào đầu những năm 1980 của nhóm Camden Black Sisters. Cô có bằng tiến sĩ tâm lý tư vấn từ một trường đại học Mỹ năm 1987 khi đang làm việc tại Viện Giáo dục.

## Tác phẩm
Viết sáng tạo của Gilroy bắt đầu từ thời thơ ấu, với tư cách là một giáo viên cho trẻ em và sau đó vào những năm 1960 khi cô bắt đầu viết những gì sau đó được xuất bản bởi Peepal Tree Press như là "lời khen ngợi về tình yêu và trẻ em". Trong khoảng thời gian từ 1970 đến 1975, cô đã viết sê-ri Kềm tiên phong cho trẻ em, có lẽ là sự phản ánh đầu tiên về sự hiện diện của người Anh - Da Đen trong văn bản viết cho trẻ em ở Anh.
Hồi ký năm 1976 của cô về những trải nghiệm của mình với tư cách là một Hiệu trưởng da đen đầu tiên ở London được Sandra Courtman mô tả là "một cuốn tự truyện độc đáo... [ Giáo viên đen ] và là thí nghiệm của Gilroy với hình thức trung gian - đâu đó giữa tiểu thuyết và tự truyện, với cấu trúc phi tuyến tính riêng biệt. "  Mãi đến năm 1986, cuốn tiểu thuyết đầu tiên của Gilroy, Nhà Frangipani từng đoạt giải thưởng mới được xuất bản (Heinemann). Nó đã giành được một giải thưởng viết sáng tạo GLC vào năm 1982. Đặt trong một ngôi nhà của một người già ở Guyana, nó phản ánh một trong những mối quan tâm nghề nghiệp của cô, với vị trí của những người lớn tuổi thuộc dân tộc thiểu số và sự nhấn mạnh dai dẳng của cô vào động lực cho tự do của con người. Boy Sandwich (Heinemann) được xuất bản năm 1989, tiếp theo là Stedman và Joanna: A Love in Bondage (Vantage, 1991), và một tập thơ, Echoes and Voices (Vantage, 1991). Sau đó đến Ánh sáng mặt trời và Nước ngọt, Tập hợp những khuôn mặt, Ca ngợi tình yêu và trẻ em và Inkle và Yarico (tất cả Peepal Tree, 1994). Cuốn tiểu thuyết cuối cùng của cô, mang tên The Green Grass Tango (Peepal Tree) được xuất bản năm 2001, thật đáng buồn sau đó Beryl Gilroy đã qua đời vào tháng Tư ngay trong năm đó.
Công việc ban đầu của Gilroy đã kiểm tra ảnh hưởng của cuộc sống ở Anh đối với các gia đình có gốc Tây Ấn và công việc sau đó của cô đã khám phá các vấn đề về người di cư và nô lệ châu Phi và Ca-ri-bê.
Năm 1998, một bộ sưu tập các tác phẩm phi hư cấu của cô, mang tên Lá trong gió, được phát hành từ Mango Publishing. Nó bao gồm các bài giảng, ghi chú, bài tiểu luận, luận văn và đánh giá cá nhân của cô. Trong cuốn sách này, cô đã tuyên bố rằng mục đích đằng sau Giáo viên da Đen và phần lớn các bài viết khác của cô được đánh giá là đã "lập kỷ lục" (về chủ đề đó). Đã từng có Ted Braithwaite, s s Sir To Love [1959] và Don Hinds ' Journey to a Illusion [1966] nhưng những trải nghiệm của người phụ nữ chưa bao giờ được nêu ra. "  Sau đó, cô cũng lưu ý trong tác phẩm của mình, rằng: "Theo truyền thống của phụ nữ da đen, những người viết để thỏa thuận với chấn thương của họ, hoặc thay vào đó để hiểu bản chất của sự áp bức cố hữu của họ, tôi đã viết để xác định lại chính mình và đưa thẳng hồ sơ." 

## Qua đời và di sản để lại
Gilroy chết vì một cơn đau tim ở tuổi 76 vào ngày 4 tháng 4 năm 2001. Như Roxann Bradshaw đã nhận xét, rằng: "Hai ngày sau, hơn một trăm nhà văn nữ Anglophone từ khắp nơi trên thế giới đã tập trung tại Goldsmiths College ở London, nơi Tiến sĩ Gilroy đã lên kế hoạch gửi một bài phát biểu tại hội nghị của Hội Nhà văn Phụ nữ vùng Ca-ri-bê hàng năm. Tin tức về sự qua đời của cô đã nhận được với nỗi buồn lớn cho sự ra đi của một trong những làn sóng đầu tiên của các nhà văn nữ Anglophone, người có đóng góp cho văn học phụ nữ vùng Ca-ri-bê là hết sức vô giá. " 

## Danh dự và Công nhận
Cô được Hội đồng Greater London vinh danh vào năm 1990 bởi các dịch vụ, tác phẩm cống hiến trong lĩnh vực giáo dục, trong đó vào năm 1995 cô nhận bằng tiến sĩ danh dự của Đại học Bắc Luân Đôn và năm 2000 được trao tặng bằng danh dự của Viện Giáo dục.
Năm 1996, cô được Hiệp hội các nhà văn và học giả phụ nữ Caribbean vinh danh.
Một bộ đồ váy màu cam mà Beryl Gilroy mặc đã được đưa vào một cuộc triển lãm mang tên Phong cách Anh da đen tại Bảo tàng Victoria và Albert vào năm 2004.